# Jüdischer Friedhof Bruchsal

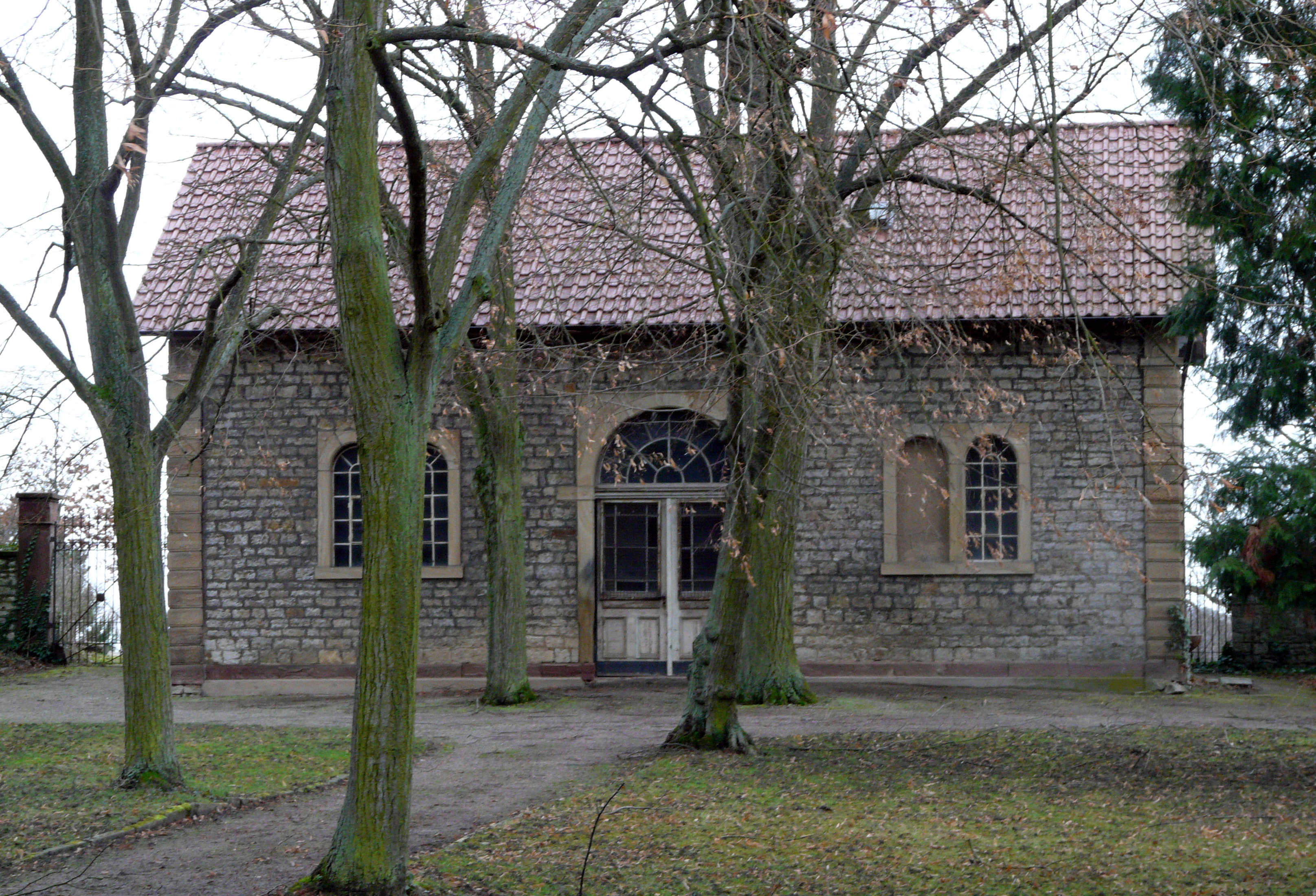
Taharahaus des jüdischen Friedhofs in Bruchsal

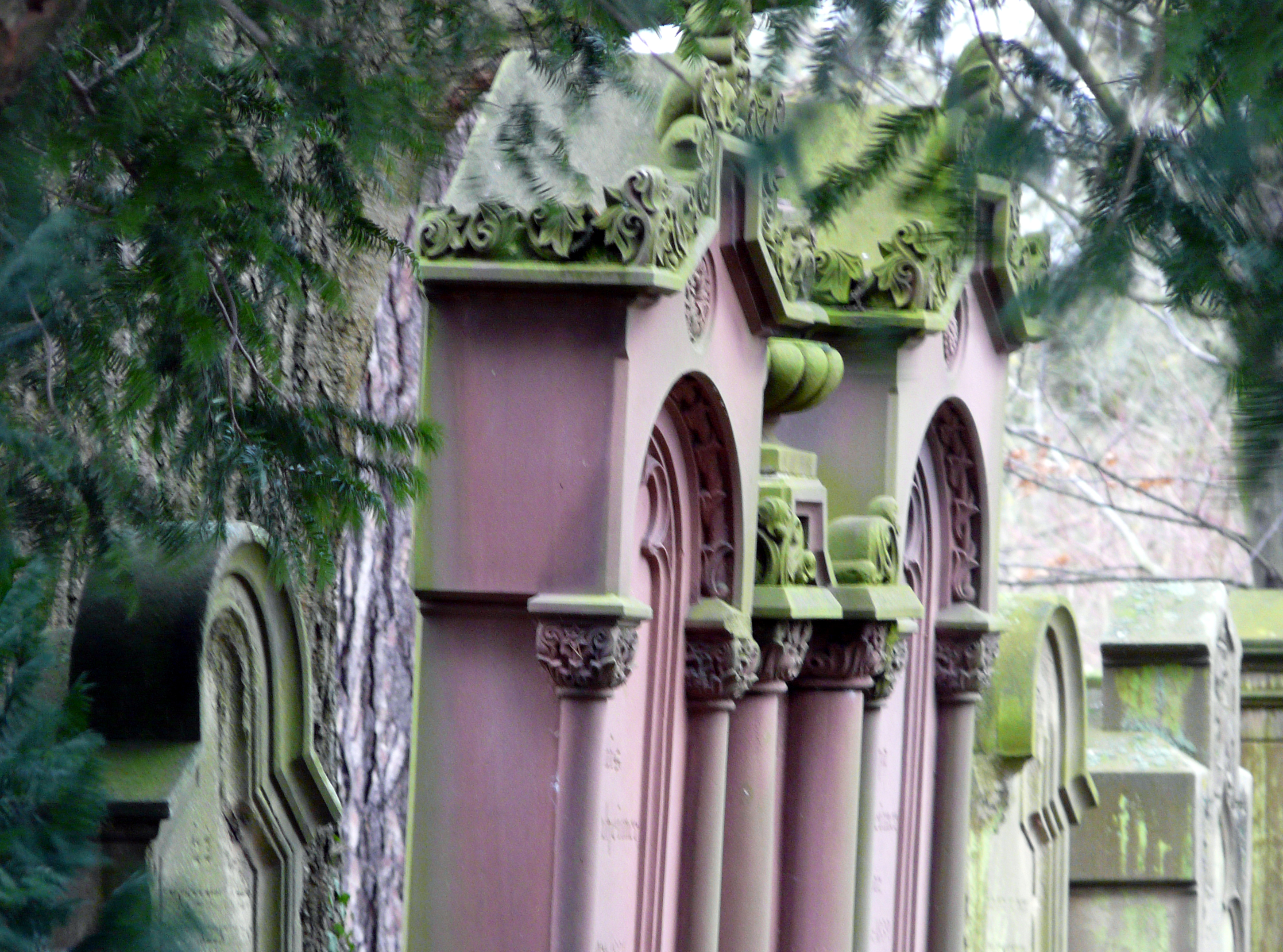
Grabsteine

Der Jüdische Friedhof in Bruchsal, einer Stadt im Landkreis Karlsruhe im nördlichen Baden-Württemberg, wurde 1879 als Teil des städtischen Friedhofs eingerichtet.
Der jüdische Friedhof befindet sich im Gewann Rossmarkt und hat eine Größe von 58,36 Ar. Der Friedhof hat rund 370 Grabplätze und wurde nach 1945 mehrfach genutzt. Er blieb in der Zeit des Nationalsozialismus im Wesentlichen unbeschädigt.

## Taharahaus
Das 1890 erbaute Taharahaus ist ebenfalls noch erhalten, es besitzt im Innern eine Gedenktafel für Leopold Nöther, den Stifter dieses Gebäudes.